# Péas

Péas este o comună în departamentul Marne, Franța. În 2009 avea o populație de 67 de locuitori.